# Neshta
Neshta — комп'ютерний вірус, що з'явився в Білорусі наприкінці 2005 року. Назва вірусу утворюється шляхом транслітерації білоруського слова «не́шта» (укр. щось).
В базах антивірусних програм Neshta відомий, як Virus.Win32.Neshta.a (Антивірус Касперського), Win32.HLLP.Neshta (Dr.Web), Win32.Neshta (ESET NOD32), Win32.Neshuta (Norton AntiVirus).
Фактично, Neshta є першим білоруським вірусом, який отримав широке розповсюдження (переважно в самій Білорусі та країнах СНД). Попри те, що вірус не мав шкідницької функції, в перші місяці його розповсюдження велика кількість комп'ютерів у Білорусі постраждала саме від його лікування. Це було пов'язано з тим, що популярні антивіруси видаляли сам вірус, але не скасовували зроблені ним зміни реєстру. Внаслідок цього комп'ютер, який нормально працював до лікування, при спробі запуску будь-якої програми видавав стандартний діалог «Не вдалося відкрити наступний файл…».

## Технічні подробиці
При запуску зараженої програми на «чистій» машині вірус копіює своє тіло у файл svchost.com розміром 41 472 байти в папку Windows. Після цього реєструє цей файл у системному реєстрі за шляхом HKCR\exefile\shell\open\command, внаслідок чого запуск будь-якого exe-файлу на зараженій машині супроводжуватиметься запуском файлу вірусу. Після чого вірус сканує доступні логічні диски комп'ютера та заражає exe-файли, які задовольняють деяким критеріям (а це переважна більшість exe-файлів). Після зараження робота комп'ютера не порушується.

## Послання автора
Відомі дві версії вірусу — «а» і «b». Версія «a» містить послання автора наступного змісту:

Delphi найкраще. Зроблено у Білорусі. Вітання усім ~цікавим~ білоруським дівчатам. Олександру Григоровичу, вам так само. Осінь — погана пора. Аліварія — найкраще пиво! Усього найкращого Томмі Салові. [Лис-2005] ваш [Дід Опанас]
— Работа «Технобанка» была парализована устаревшим вирусом, БЕЛОРУССКИЕ НОВОСТИ
В посланні автор передає «найкращі побажання» Томмі Салу — воротареві збірної Швеції з хокею, через помилку якого у чвертьфінальній грі на зимовій олімпіаді 2002 року в Солт-Лейк-Сіті збірна Білорусі змогла вийти до півфіналу.

## Цікаві факти
- 2007 року широкого розголосу набув випадок зараження вірусом Neshta всіх комп'ютерів банку «Технобанк», внаслідок чого клієнти банку протягом декількох діб не могли проводити грошові операції. Повідомлення про даний інцидент з'явилося в телевізійних новинах білоруського каналу «ОНТ».
- Правоохоронні органи Білорусі 2006 року заявили про намір знайти й притягнути до відповідальності автора, проте до цього часу ім'я автора Neshta невідоме.
- Окрім країн СНД, вірус розповсюдився (значною мірою) на теренах США, Канади, Польщі, Німеччини, Бразилії та інших країн.
- За увесь час, починаючи з моменту виявлення, сторінка з описом вірусу Neshta у «Вірусній енциклопедії» входить до десятки найвідвідуваніших.